# Centre d'expositions et de congrès de Pusan
Le Centre d'exposition et de congrès de Pusan (en anglais : Busan Exhibition and Convention Center), communément appelé BEXCO (en coréen : 벡스코), est un centre de congrès et d’exposition situé à Centum City, Haeundae-gu, à Pusan, en Corée du Sud. Il dispose de plus de 46 500m² d’espace d’exposition et de 53 salles de réunion. En juin 2012, le BEXCO a achevé son agrandissement qui a  ajouté un auditorium de 4002 places et un nouveau centre d’exposition.
Le BEXCO accueille une grande variété d’événements, notamment en tant que salle de concert pour des artistes Coréens et internationaux, tels que les lauréats des Grammy Awards Michael Bolton et Dr. Dre.

## Événements
- Coupe du monde de football 2002 Tirage au sort : 1er décembre 2001[3]
- Jeux asiatiques de 2002 Centre international de radiodiffusion et Centre principal de presse : 16 septembre au 16 octobre 2002
- 2004 Mariah Carey: Charmbracelet World Tour - 13 février 2004
- Sommet de la Coopération économique pour l'Asie-Pacifique 2005 : 15 novembre au 21 novembre 2005[4]
- Forum mondial de l’OCDE sur les statistiques, les connaissances et les politiques 2009 : 27 octobre au 30 octobre 2009[5]
- 6ème Salon international de l'automobile de Pusan : 24 mai au 3 juin 2012[6]
- Jason Mraz : concert de la tournée mondiale - 8 juin 2012[7]
- Quatrième Forum de haut niveau sur l’efficacité de l’aide à Pusan : 9 novembre au 1er décembre 2011[8]
- 2012e Convention du Lions Clubs International 95 : du 22 au 26 juin 2012[9]
- Elton John, 40e anniversaire de Rocket Man : 29 novembre 2012[10]
- La 10e Assemblée du Conseil œcuménique des Églises : du 30 octobre au 8 novembre 2013[11]
- Conférence internationale sur les aérosols 2014 Août 2014[12]
- Championnat du monde League of Legends 2014, Quarts de finale du 3 au 6 octobre 2014[13]
- Conférence de plénipotentiaires de l’Union internationale des télécommunications de 2014 : 20 octobre au 7 novembre 2014[14]
- Sommet commémoratif ASEAN-République de Corée 2014 : du 20 octobre au 7 novembre 2014[15]
- Réunion annuelle 2015 des Conseils des gouverneurs de la Banque interaméricaine de développement (BID) et de la Société interaméricaine d'investissement (SII) : 26 mars au 29 mars 2015[16]
- Drone Show Korea 2016 : 28 janvier au 29 janvier 2016[17]
- Phase de groupes et quarts de finale du Championnat du monde League of Legends : du 10 au 17 octobre et du 20 au 21 octobre 2018
- Championnat du monde Brawl Stars : les 15 et 16 novembre 2019[18]
- League of Legends Mid-Season Invitational : 10 au 29 mai 2022[19]